# اولمستد در مقابل ایالات متحده آمریکا
اولمستد در مقابل ایالات متحده، تصمیم دادگاه عالی ایالات متحده بود که در آن دادگاه بررسی می‌کرد که آیا استفاده از مکالمات تلفنی خصوصی شنود شده، که توسط مأموران فدرال بدون تأیید قضایی به دست آمده و متعاقباً به عنوان مدرک استفاده می‌شود، نقض حقوق متهم در متمم‌های چهارم و پنجم است یا خیر. در یک تصمیم با رای ۵–۴، دادگاه اعلام کرد که نه حقوق متمم چهارم و نه حقوق متمم پنجم متهم نقض نشده‌است. این تصمیم در مورد حقوقی کاتز در مقابل ایالات متحده آمریکا در سال ۱۹۶۷ نقض شد.